# Kyitchaungia
Kyitchaungia es un género extinto de primates adapiformes, que vivió en el Eoceno superior. El género está representado por una especie: Kyitchaungia takaii, encontrada en la Formación Pondaung, Birmania.